# Glyphodes mascarenalis
Espèce
Synonymes
Glyphodes mascarenalis est une espèce de lépidoptères (papillons) de la famille des Crambidae.
Elle est endémique des îles de l'océan Indien : on ne la trouve qu'à Mohéli, La Réunion et l'île Maurice.